# 李国光
李国光（1938年2月—），男，江苏无锡人，生于上海，中华人民共和国政治人物、二级大法官。中共第十五届中央纪律检查委员会委员，第十届全国人大华侨委员会委员。

## 生平
李国光毕业于北京大学法律系。后供职于西藏自治区高级人民法院。1980年，担任西藏自治区高级人民法院副院长。1985年，改任上海市高级人民法院副院长。1995年至2003年任最高人民法院副院长。